# 忠県
忠県（ちゅうけん）は中華人民共和国重慶市の中央部に位置する県。面積は2187平方キロメートル。2012年に在籍人口は101万人。地域では山や丘陵が多く、中国最大の大河長江が県境を流れている。民族の面では、漢族が多く、そのほか、土家（トゥチャ）族、ミャオ族、回族もある。中国では、唯一の忠を付け命名された州県都市。主な名勝観光地：唐代詩人白居易を記念する白公祠、江上明珠石宝寨等。

## 歴史
唐代に忠州設置、1913年に忠県に改編され現在に至る。

## 行政区画
下部に4街道、19鎮、5郷、1民族郷を管轄する。
- 街道:忠州街道、白公街道、烏楊街道、新生街道
- 鎮:任家鎮、洋渡鎮、東渓鎮、復興鎮、石宝鎮、汝渓鎮、野鶴鎮、官壩鎮、石黄鎮、馬灌鎮、金鶏鎮、新立鎮、双桂鎮、抜山鎮、花橋鎮、永豊鎮、三匯鎮、白石鎮、黄金鎮
- 郷:善広郷、石子郷、塗井郷、金声郷、興峰郷
- 民族郷:磨子トゥチャ族郷

## 経済
- トロピカーナ（柑橘類の栽培に最も適した地域の一つで柑橘類の加工は一大産業）

## 名所・旧跡・観光スポット
- 石宝寨

## 交通

### 道路
- 高速道路
  -  滬渝高速道路（中国語版）
  -  銀百高速道路
  -  張南高速道路（中国語版）
- 国道
  - G348国道（中国語版）
  - G350国道（中国語版）

## 特産
- 忠県豆腐乳（中国地理的表示製品（中国語版））